# Антониевич, Эдвард
Эдвард Антониевич (словен. Edvard Antonijevič, 24 декабря 1902, Любляна, Австро-Венгрия — 4 января 1960, Хот-Спрингс, Арканзас, США) — югославский гимнаст, бронзовый призёр Олимпийских игр 1928 года.

## Биография
Занимался спортивной гимнастикой с 1922 года, член люблянского клуба «Сокол». В 1928 году на Олимпийских играх в Амстердаме завоевал бронзовую медаль в командном зачёте в составе сборной Югославии, а в личном зачёте в многоборье стал 25-м. На чемпионате мира 1930 года, проходившем в Люксембурге, также завоевал бронзу в командном зачёте и стал 15-м в личном многоборье. Продолжал спортивную карьеру до начала Второй мировой войны, но в крупных соревнованиях больше не участвовал.
Во время итальянской оккупации Словении (1941—1943) сотрудничал с оккупационными властями, был офицером местных сил самообороны. После того как итальянская оккупация сменилась немецкой, был арестован и направлен в лагерь Дахау. В конце войны он был спасен американскими войсками. В 1947—1949 году жил в Триесте, находившемся под американским контролем, участвовал в деятельности югославских эмигрантских организаций. В Триесте его дочь познакомилась и вышла замуж за американского врача и переехала с ним в Арканзас, США. Антониевич последовал за ними вместе со своей женой и сыном Андре в 1949 году. В США, работал на радио «Голос Америки».
Он умер там в 1960 году и похоронен в Джонсборо.